# Curzon (Vendée)
Curzon település Franciaországban, Vendée megyében. Lakosainak száma 492 fő (2022. január 1.). Curzon La Bretonnière-la-Claye, Lairoux, Saint-Benoist-sur-Mer és Saint-Cyr-en-Talmondais községekkel határos.

## Népesség
A település népességének változása:
| Lakosok száma | 484  | 493  | 511  | 513  | 526  | 538  | 523  | 507  | 492  |
|               | 2014 | 2015 | 2016 | 2017 | 2018 | 2019 | 2020 | 2021 | 2022 |